# Kim Min-kyu (diễn viên)
Đây là một tên người Triều Tiên, họ là Kim.
Kim Min-kyu (Hangul: 김민규; sinh ngày 25 tháng 12 năm 1994) là một nam diễn viên và người mẫu Hàn Quốc.
Nam diễn viên sở hữu gương mặt điển trai, ấm áp, thêm má lúm đồng tiền cực duyên. Anh từng nhận nhiều sự chú ý khi tham gia chương trình I Can See Your Voice mùa 4. Anh còn được biết đến rộng rãi qua các bộ phim truyền hình Backstreet Rookie (2020), Snowdrop (2021) và Business Proposal (2022).

## Sự nghiệp

### Phim truyền hình
| Năm  | Tên phim                                            | Tên tiếng Hàn                 | Kênh      | Vai diễn               | Ghi chú                     | Tham khảo     |
| ---- | --------------------------------------------------- | ----------------------------- | --------- | ---------------------- | --------------------------- | ------------- |
| 2013 | Monstar                                             | 몬스타                        | Mnet      | Khách mời              |                             | [ 2 ]         |
| 2015 | Who Are You: School 2015                            | 후아유- 학교 2015             | KBS2      | Đội bơi lội của trường |                             | [ 3 ]         |
| 2016 | Signal                                              | 시그널                        | tvN       | Hwang Eui Kyung        | Cameo                       | [ 4 ]         |
| 2016 | Jang Yeong-sil                                      | 장영실                        | KBS1      |                        |                             |               |
| 2016 | Yeah, That's How It Is                              | 그래, 그런거야                | SBS       |                        |                             |               |
| 2016 | Geum-Bi của Cha                                     | 오 마이 금비                  | KBS       |                        |                             |               |
| 2017 | Take Care Of The Goddess                            | 여신을 부탁해                 | Web drama | Park Ju Won            |                             |               |
| 2017 | Because This is My First Life                       | 이번 생은 처음이라            | tvN       | Yeon Bok Nam           |                             | [ 5 ]         |
| 2017 | We Are Peaceful Brothers                            | 오늘도 형제는 평화롭다        | Web drama | Lee Sang               |                             |               |
| 2017 | Special law of romance                              | 로맨스 특별법                 | Web drama | Jeong Ei Chan          |                             |               |
| 2017 | Meloholic                                           | 멜로홀릭                      | OCN       | Yoo Byeong Chal        |                             | [ 6 ]         |
| 2017 | Rain or Shine                                       | 그냥 사랑하는 사이            | JTBC      | Jin Young              |                             | [ 7 ]         |
| 2018 | Rich Family's Son                                   |                               | MBC       | Kim Myung-ha           |                             | [ 8 ]         |
| 2018 | Let's Eat 3                                         |                               | tvN       | Khách mời              |                             | [ 9 ]         |
| 2018 | Drunk in Good Taste                                 |                               | tvN       | Lee Yeon-nam           |                             | [ 10 ]        |
| 2019 | Perfume                                             | 퍼퓸                          | KBS       | Yoon Min Seok          | Nam phụ                     | [ 11 ] [ 12 ] |
| 2019 | Queen: Love and War                                 | 간택 - 여인들의 전쟁          | TV Chosun | Lee Kyung              | Nam chính: Vai hoàng thượng | [ 13 ]        |
| 2020 | Cửa hàng tiện lợi Saet Byul (Backstreet Rookie)     | 편의점 샛별이                 | SBS       | Kang Ji-Wook           | Nam phụ                     |               |
| 2021 | Tôi và anti-fan kết hôn (So I Married the Anti-Fan) | 그래서 나는 안티팬과 결혼했다 | Naver TV  | Ko Soo-Hwan            |                             | [ 14 ]        |
| 2021 | Nevertheless (Dẫu biết)                             | 알고있지만,                   | JTBC      |                        | Cameo                       |               |
| 2021 | Snowdrop                                            | 설강화                        | JTBC      | Joo Gyeok-chan         | Nam phụ                     | [ 15 ]        |
| 2022 | Hẹn hò chốn công sở (Business Proposal)             | 사내 맞선                     | SBS       | Cha Sung-hoon          | Nam phụ                     | [ 16 ]        |

### Phim điện ảnh
| Năm  | Tên phim             | Tên tiếng Hàn | Vai diễn  | Ghi chú   | Tham khảo |
| ---- | -------------------- | ------------- | --------- | --------- | --------- |
| 2013 | The Five             | 더 파이브     |           |           | [ 17 ]    |
| 2016 | Catch Him to Survive | 잡아야 산다   | Tae-Young |           | [ 18 ]    |
| 2018 | The Whispering       | 속닥속닥      | Min-woo   | Vai chính | [ 19 ]    |

### Phim chiếu mạng
| Năm  | Tên phim                | Tên tiếng Hàn    | Nền tảng          | Vai diễn    | Số tập | Ngày phát hành          |
| ---- | ----------------------- | ---------------- | ----------------- | ----------- | ------ | ----------------------- |
| 2016 | Virtual Love            | 두근두근가상연애 | Naver TV Dingo TV | Kim Min Kyu | 6      | 2016.03.11 – 2016.04.01 |
| 2016 | The Sound of Your Heart | 마음의_소리      | Naver TV          | Quân nhân   |        |                         |

### Chương trình truyền hình
| Năm  | Tên chương trình              | Tên tiếng Hàn             | Kênh        | Vai trò            | Ghi chú                                                                      | Tham khảo |
| ---- | ----------------------------- | ------------------------- | ----------- | ------------------ | ---------------------------------------------------------------------------- | --------- |
| 2015 | Cool Kiz on The Block         | 우리동네 예체능           | KBS2        |                    | Tập 121, 123                                                                 |           |
| 2017 | Crime Scene Season 3          | 탐정 보조로               | JTBC        |                    | 크라임씬 시즌 3                                                              |           |
| 2017 | I Can See Your Voice Season 4 | 너의 목소리가 보여 시즌 4 | Mnet        |                    | Tập 3                                                                        |           |
| 2017 | Video Star                    | 비디오스타                | MBC Every 1 | Khách mời          | Tập 43 – cùng với Kim Heung-Gook, Lee Bong-won, Oh Seung-Hwan, Yoon Yong-jun | [ 21 ]    |
| 2017 | Hello Counselor               | 대국민 토크쇼 안녕하세요  | KBS2        | Khách mời          | Tập 345 – cùng với Sandeul & Gongchan (B1A4), Seol In-ah, Kim Se-jeong       | [ 22 ]    |
| 2019 | Love Me Actually              |                           | MBC         | Thành viên cố định |                                                                              |           |
| 2020 | Running Man                   |                           |             | Khách mời          | Tập 504                                                                      |           |
| 2022 | Sixth Sense                   |                           | tvN         | Khách mời          | Tập 13 (mùa 3) – cùng với Kim Ji-min                                         |           |

### Quảng Cáo
| Năm  | Tiêu đề                 | Tên tiếng Hàn         |
| ---- | ----------------------- | --------------------- |
| 2013 | Outback Steakhouse      | 아웃백스테이크하우스  |
| 2014 | Dongseo Foods Maxim TOP | 동서식품 맥심 T.O.P   |
| 2014 | SK Planet 11th Street   | SK플래닛 11번가       |
| 2015 | KT Oleg Giga WiFi       | KT 올레 기가 와이파이 |

## Giải thưởng và đề cử
| Năm  | Giải thưởng      | Thể loại               | Đề cử        | Kết quả   | Tham khảo |
| ---- | ---------------- | ---------------------- | ------------ | --------- | --------- |
| 2018 | MBC Drama Awards | Diễn viên mới xuất sắc | The Rich Son | Đề cử     |           |
| 2018 | Asia Model Award | Diễn viên ngôi sao mới |              | Đoạt giải |           |